# دوغلاس فرينش
دوغلاس فرينش (بالإنجليزية: Douglas French)‏ هو سياسي بريطاني، ولد في 20 مارس 1944. حزبياً، نشط في حزب المحافظين. في الانتخابات العمومية للمملكة المتحدة 1987 ‏، انتخب عضو البرلمان الخمسون للمملكة المتحدة عن دائرة غلوستر خلال فترته النيابية ‏ (11 يونيو 1987 – 16 مارس 1992) وفي الانتخابات العامة في المملكة المتحدة 1992 ‏، انتخب عضو البرلمان الحادي والخمسون للمملكة المتحدة عن دائرة غلوستر خلال فترته النيابية ‏ (9 أبريل 1992 – 8 أبريل 1997).